# 평송청소년문화센터

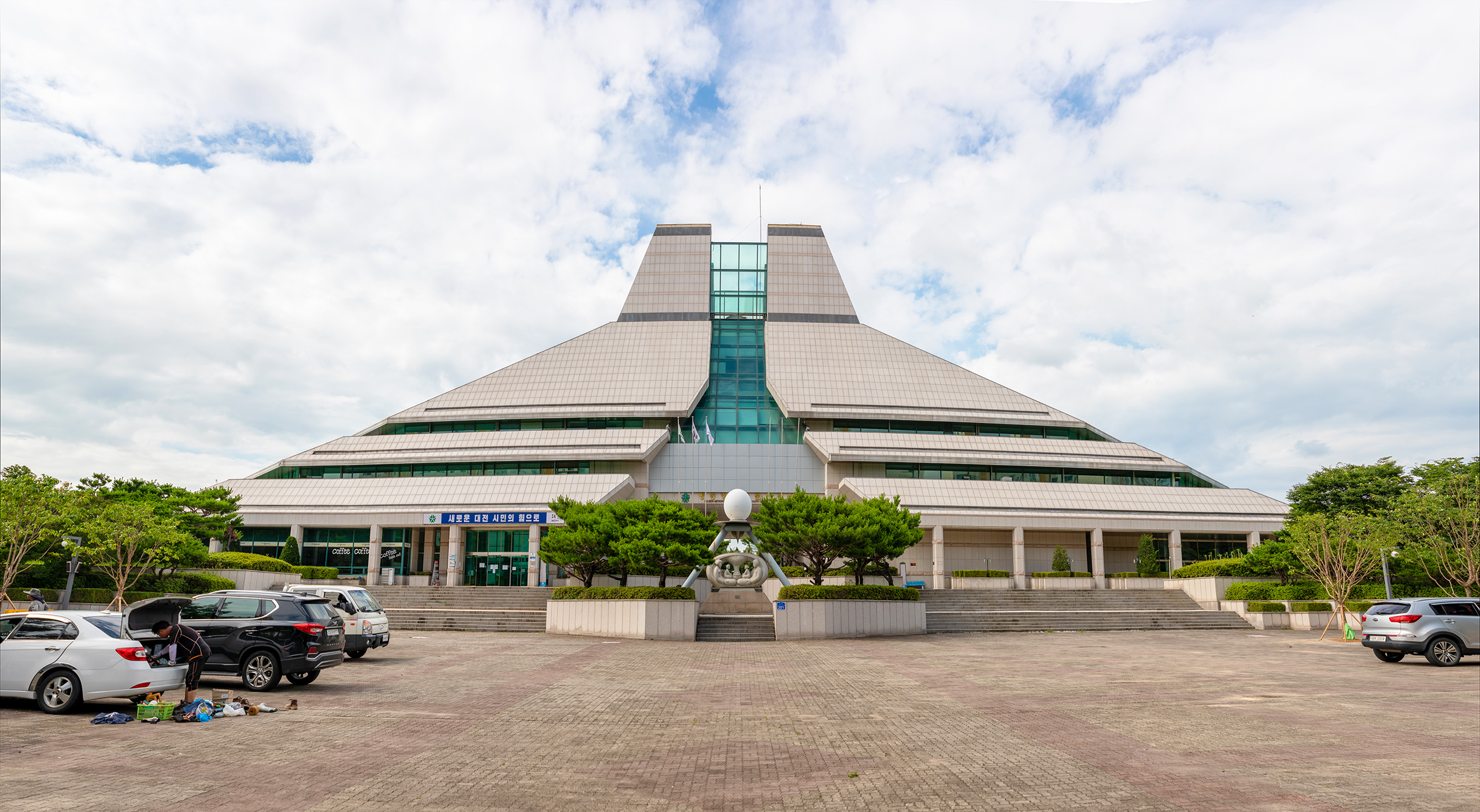
평송청소년문화센터

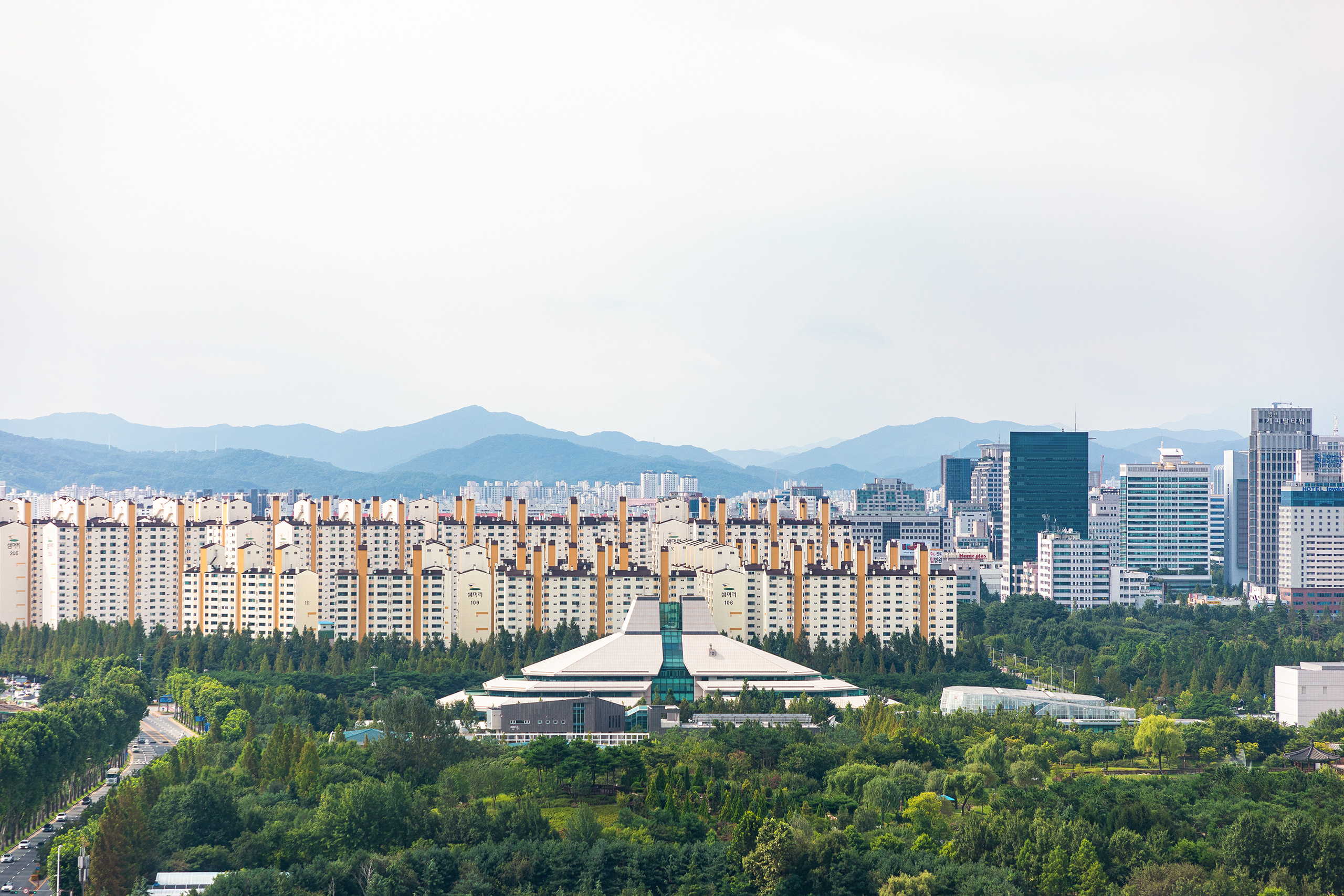
롯데 시티 호텔 대전 평송 청소년 문화 센터

평송청소년문화센터는 대전광역시 서구 만년동에 위치한 청소년문화공간으로 대전에서 충남 수퍼체인 주식회사 등 유통사업을 벌였던 고 평송(平松) 이남용이 30억 원을 대전시에 기부해 건립되었다. 평송은 대전상공회의소 의원, 대전시교육위원회 교육위원과 부의장을 지냈다.
평송청소년문화센터는 1997년 개관했으며 대강당·소강당·전시실 등의 시설과 숙박수련시설, 6레인의 수영장이 있다. 대강당은 1000여 석을 갖추어 음악회와 연극공연을 할 수 있으며 소강당은 400여 석으로 작은 음악회나 세미나를 할 수 있다.현재 대전YMCA가 대전시로부터 위탁을 받아 운영하고 있다.